# Christian Olsson
John Christian Bert Olsson (Göteborg, 25 gennaio 1980) è un ex triplista svedese.
È uno dei due atleti, l'altro è il bulgaro Hristo Markov, capace di fregiarsi, oltre al titolo olimpico, anche di quelli mondiali ed europei, sia outdoor che indoor. Ha vinto un titolo olimpico, 3 mondiali e due europei, oltre al jackpot della IAAF Golden League, che nel 2004 ha diviso con Tonique Williams-Darling.

## Biografia
Olsson si era appassionato al triplo vedendo Jonathan Edwards stabilire il record mondiale ai Campionati del mondo di atletica leggera 1995 nella sua città natale. Dal 1999 Olsson è allenato da Yannick Tregaro.
Esplode a livello internazionale nel 2001 quando conquista l'argento ai Mondiali di Edmonton. Detiene il record svedese all'aperto con 17,79 m (Giochi olimpici del 2004), e indoor con 17,83 m (2004). Olsson ha vinto sette volte il titolo nazionale svedese e da juniores è andato in competizione ad alti livelli pure nel salto in alto.
Il suo primato indoor, ottenuto il 7 marzo 2004 vincendo l'oro ai Mondiali indoor, è stato anche record mondiale fino al 6 marzo 2011 quando è stato battuto dal francese Teddy Tamgho; nello stesso anno si è laureato anche campione olimpico.
Nell'inverno 2004-2005 Olsson si infortuna ad un piede e riesce a guarire da questo malanno solamente nell'estate 2006, quando vince la medaglia d'oro ai Campionati europei, aggiungendo questo titolo a quello vinto quattro anni prima e all'oro del Mondiale di Saint-Denis 2003.
Il 15 maggio 2012 ha comunicato il ritiro dall'attività agonistica a causa dei ripetuti problemi fisici che lo avevano costretto a rinunciare anche ai Giochi olimpici di Londra.

## Record nazionali

### Seniores
- Salto triplo: 17,79 m ( Atene, 22 agosto 2004)
- Salto triplo indoor: 17,83 m ( Budapest, 7 marzo 2004)

## Palmarès
| Anno | Manifestazione   | Sede        | Evento        | Risultato | Prestazione | Note                                     |
| ---- | ---------------- | ----------- | ------------- | --------- | ----------- | ---------------------------------------- |
| 1999 | Europei juniores | Riga        | Salto in alto | Oro       | 2,21 m      |                                          |
| 1999 | Europei juniores | Riga        | Salto triplo  | Argento   | 16,18 m     |                                          |
| 2000 | Giochi olimpici  | Sydney      | Salto triplo  | 17º (q)   | 16,64 m     |                                          |
| 2001 | Europei under 23 | Amsterdam   | Salto triplo  | Oro       | 17,24 m     |                                          |
| 2001 | Mondiali         | Edmonton    | Salto triplo  | Argento   | 17,47 m     |                                          |
| 2002 | Europei indoor   | Vienna      | Salto triplo  | Oro       | 17,54 m     |                                          |
| 2002 | Europei          | Monaco      | Salto triplo  | Oro       | 17,53 m     |                                          |
| 2003 | Mondiali indoor  | Birmingham  | Salto triplo  | Oro       | 17,70 m     |                                          |
| 2003 | Mondiali         | Saint-Denis | Salto triplo  | Oro       | 17,72 m     |                                          |
| 2004 | Mondiali indoor  | Budapest    | Salto triplo  | Oro       | 17,83 m     | Miglior prestazione personale            |
| 2004 | Giochi olimpici  | Atene       | Salto triplo  | Oro       | 17,79 m     | Miglior prestazione personale            |
| 2006 | Europei          | Göteborg    | Salto triplo  | Oro       | 17,67 m     |                                          |
| 2010 | Mondiali indoor  | Doha        | Salto triplo  | 4º        | 17,23 m     |                                          |
| 2011 | Europei indoor   | Parigi      | Salto triplo  | 5º        | 17,20 m     | Miglior prestazione personale stagionale |
| 2011 | Mondiali         | Taegu       | Salto triplo  | 6º        | 17,23 m     |                                          |

## Altre competizioni internazionali
2001
- Oro al meeting di Helsinki ( Helsinki), salto triplo - 17,08 m
- Oro nella finale B di Coppa Europa ( Vaasa), salto triplo - 17,00 m
- Oro al meeting di Rethymno ( Retimo), salto triplo - 17,49 m

2002
- Oro al meeting di Atene ( Atene), salto triplo - 17,40 m
- Oro nella finale B di Coppa Europa ( Siviglia), salto triplo - 17,63 m
- Oro all'Herculis ( Monaco), salto triplo - 17,63 m
- Oro all'ISTAF Berlin ( Berlino), salto triplo - 17,40 m
- Oro alla Grand Prix Final ( Parigi), salto triplo - 17,48 m
- Bronzo in Coppa del mondo ( Madrid), salto triplo - 17,05 m

2003
- Oro nella finale B di Coppa Europa ( Lappeenranta), salto triplo - 17,38 m
- Oro al meeting di Rethymno ( Retimo), salto triplo - 17,55 m
- Oro al British Grand Prix ( Gateshead), salto triplo - 17,92 m w
- Oro al DN Galan ( Stoccolma), salto triplo - 17,36 m
- Oro alla World Athletics Final ( Monaco), salto triplo - 17,55 m

2004
- Oro al Memorial Primo Nebiolo ( Torino), salto triplo - 17,61 m
- Oro ai Bislett Games ( Oslo), salto triplo - 17,58 m
- Oro in Coppa Europa ( Bydgoszcz), salto triplo - 17,30 m
- Oro al British Grand Prix ( Gateshead), salto triplo - 17,43 m
- Oro al Golden Gala ( Roma), salto triplo - 17,50 m
- Oro al Meeting Gaz de France ( Parigi), salto triplo - 17,41 m
- Oro al Weltklasse Zürich ( Zurigo), salto triplo - 17,46 m
- Oro al Memorial Van Damme ( Bruxelles), salto triplo - 17,44 m
- Oro all'ISTAF Berlin ( Berlino), salto triplo - 17,45 m
- Oro alla World Athletics Final ( Monaco), salto triplo - 17,66 m

2006
- Oro nella finale B di Coppa Europa ( Praga), salto triplo - 17,40 m
- Oro all'Athletissima ( Losanna), salto triplo - 17,62 m
- Oro al London Grand Prix ( Londra), salto triplo - 17,42 m
- Oro al Weltklasse Zürich ( Zurigo), salto triplo - 17,39 m

2007
- Oro nella finale B di Coppa Europa ( Vaasa), salto triplo - 17,33 m
- Oro al Meeting Gaz de France ( Parigi), salto triplo - 17,56 m
- Oro al Golden Gala ( Roma), salto triplo - 17,19 m

## Riconoscimenti
- Atleta europeo dell'anno (2003, 2004)